# Ada Wong
Ada Wong (japanski: エイダ・ウォン, latinizirano: Eida Won) izmišljeni je lik iz japanskog horor serijala videoigara Resident Evil, uvedena je kao potporni lik u igri Resident Evil 2 1998. godine
Ada se također pojavljuje kao igrivi lik u nastavcima Resident Evil 4, Resident Evil: The Umbrella Chronicles, Resident Evil: The Darkside Chronicles, Resident Evil: Operation Raccoon City i Resident Evil 6, isto se pojavljuje kao lik u kompjutersko-animiranom filmu Resident Evil: Damnation.
Smatra se kao jedna od najpopularnijih ženskih likova u serijalu, zajedno uz Jill Valentine, Shevu Alomar i Claire Redfield, te kao i najatraktivnijim ženskim likom videoigara.

## Razvoj
Dok je Resident Evil 2 još bio u razvoju, Ada je bila poznata kao istraživačica zvana Linda koja je pomagala Leonu. Sally Cahill je davala glas Adi u Resident Evilu 2, Resident Evilu 4 i u RE: The Darkside Chronicles, glas je davala i Megan Hollinshead u RE: The Umbrella Chronicles i Courtenay Taylor u RE: Operation Raccoon City, RE: Damnation, Resident Evilu 6. Cahill je opisala lik kao "modernu, "kick-ass" fatalnu ženu koja je odlično znala rukovati oružjem", i izjavila je da voli Adinu kombinaciju "izdržljivosti, snage i ženstvenosti". Adini kostimi i odjeća sastoje se od crvenog mini-šosa (Resident Evil 2), crvene haljine i/ili crnog borbenog kostima (Resident Evil 4), i od crvene košulje s podignutom kragnom i crnih kožnatih hlača (Resident Evil 6).
Producenti filmskog serijala Resident Evil su ju navodno izabrali kao "temelj za Alice". U 2011. je Li Bingbing dobila ulogu Ade nakon samo nekoliko dana poslije audicije. Tijekom snimanja, Li je nosila periku od 7500$, i kaže da je uživala trenirati vatrenim oružjem.

## Pojavljivanja

### U videoigrama
Američka žena kineskog podrijetla, Ada je prvi put spomenuta u originalnom Resident Evilu, u pismu kojeg je napisao umirući Umbrellin znanstvenik John Clemens, koji se zarazio smrtonosnim T-virusom i napisao Adi da otkrije Umbrelline pokuse u javnost (Ada nikad ne saznaje za pismo). Prvi put se pojavila u Resident Evilu 2, gdje je bila špijun poslan da vrati uzorak G-virusa iz Umbrellinog laboratorija u Raccoon City-u koji je pun zombija. Ada predstavlja promatrača koji traži njezinog nestalog dečka, kada upozna Leona S. Kennedy-a, policajca novaka zatočenog u gradu. Njezin sljedeći nastup je u 4. nastavku, gdje asistira Leonu u njegovoj misiji da izbavi Ashley Graham, kćer američkog predsjednika, od kulta Los Illuminados koji se nalazi u zabačenom području Španjolske. Iako je njezin istiniti cilj dobaviti uzorak parazita Las Plagas za antagonista Alberta Weskera. Ada zatraži pomoć od biologa Luisa Sere, koji uspijeva ukrasti uzorak prije, ali ga onda kasnije ubije vođa kulta Osmund Saddler koji nakratko zarobi Adu s planom da je žrtvuje. Nakon što se susrela s Leonom, Ada ga spasi od Krausera, Leonovog bivšeg vojnog partnera, kojem je Wesker naredio da ga eliminira, Ada uništi kultov bojni brod i mutiranog Krausera, i pomaže Leonu na različite načine kroz igru. S vremenom ju je ponovno uhvatio Saddler, koji će ju sada iskoristiti kao mamac da zarobi Leona. Leon međutim ipak oslobodi Adu, čime ona dobaci Leonu bacač raketa koji je sposoban uništiti monstruoznu verziju Saddlera. 

Ada je igrivi lik u 6. nastavku, gdje radi kao " tajni usamljeni špijun" kada igrač završi igru s ostalim glavnim likovima: Leonom, Chrisom i Jake Mullerom. Adina kampanja prikazuje akcijsko-orijentirani način igranja Resident Evila 4 i Resident Evila 5. Adino primarno naoružanje je samostrel s normalnim i eksplozivnim strijelama i pištolj s užetom. Leon i agentica Helena Harper pomažu Adi u njezinoj priči, koja uključuje "jako važnu" boss borbu protiv Helenine sestre Deborah, koja je zaražena C-virusom. U igri je otkriveno da je Ada bivša suradnica s glavnim antagonistom igre: savjetnikom za nacionalnu sigurnost - Derek C. Simmons. Simmons je opsjednut Adom i pokušao ju je ponovno stvoriti, eventualno uspijevajući pretvoriti Neo-Umbrellinu znanstvenicu - Carlu Radames u Adin klon i uvjeravajući se da je Carla zapravo Ada. Ada je glavni antagonist igre, odgovorna za oslobađanje epidemije C-virusa i borbe protiv Chris Redfieldove BSAA-e (Bioteroristička sigurnosna agencija, Bio-terrorism Security Assessment Alliance) (u jednom trenutku, Leon se uvali u kratku tučnjavu s Chrisom, dopuštajući joj da pobjegne i misleći da je to stvarna Ada), prvo u izmišljenoj Republici Edoniji u Istočnoj Europi, zatim u Lanshiangu u Kini. Nakon što je otkrila istinu o sebi, Carla mutira Simmonsa zbog osvete i planira zaraziti cijeli svijet, ali ju upuca jedan od Simmonsovih čuvara. Porazivši uskrsnulu mutiranu Carlu, prava Ada uništi Carlinu "najbolju kreaciju" prije nego što se u potpunosti izlegne iz čahure larve. Poslije toga, Ada prima telefonski poziv svoje organizacije za novi posao, koji prihvati. 